# Divan Orange

Logo

Le Divan Orange (2004-2018 pour spectacles et 2018-19 pour une friperie) est une coopérative de travail montréalaise dont le mandat est de faire découvrir la relève musicale, qu'elle soit québécoise, canadienne, américaine ou européenne.

## Historique
Fondée en 2004, cette salle d’une capacité de 150 personnes présente aujourd’hui plus de 700 spectacles par année, des premières prestations de nouveaux artistes jusqu’aux concerts de musiciens chevronnés en quête d’intimité. Ses propriétaires définissent plus précisément sa mission en ces termes : « Un laboratoire musical dans lequel les artistes peuvent acquérir de l’expérience et de la notoriété, mais aussi un lieu destiné à apporter du sang neuf à l’industrie musicale. »
Lieu de détente aux allures de certains cafés européens l'après-midi, Le Divan se remplit de musique tôt en soirée et se transforme en salle de spectacle à part entière. 
Considéré comme un incontournable par plusieurs musiciens passant par Montréal, Le Divan Orange s'est rapidement construit une solide réputation et a mérité une mention dans un article du très réputé New York Times.
Le Divan travaille avec les grands producteurs que sont Pop Montréal, Blue Skies Turn Black, Evenko, Dare to Care et Bonsound. Il est aussi associé à des festivals comme les Coups de cœur francophones, le MEG et le Suoni Per Il Popolo.
Il annonce, en novembre 2017, qu'il fermera ses portes au 19 mars 2018.
Une friperie a occupé l'ancien salle de spectacle en 2018-19 avec le nom Divan Orange.  L'ancien Divan Orange est maintenant occupée par L'Heureux Bouddha, un magasin des meubles.

## Reconnaissance
- Prix de la meilleure salle de spectacle de l'année 2008, 2009, 2010, 2011, 2012, 2013, 2014 et 2016 par le Gala Alternatif de la Musique Indépendante du Québec (GAMIQ).

## Adresse
Le Divan Orange est situé au 4234 boulevard Saint-Laurent, au coin de la rue Rachel à Montréal dans la province de Québec au Canada.